# Amsterdam Fringe Festival
Het Amsterdam Fringe Festival is een jaarlijks theaterfestival, georganiseerd in Amsterdam in samenwerking met, en tegelijkertijd plaatsvindend met, het Nederlands Theaterfestival. Het festival biedt over een periode van tien dagen zo'n 80 theaterproducties op een veertigtal locaties in de hoofdstad.

## Geschiedenis
Het Nederlands Theaterfestival organiseert jaarlijks een festival waarop een selectie van de tien beste professionele theaterproducties, geselecteerd door een vakjury, te zien is. Sinds 2008 vindt er daarbuiten een randprogramma plaats, in eerste instantie TF-2 genoemd, en sinds 2010 Amsterdam Fringe Festival, naar analogie van het Edinburgh Fringe, waarop kleinschalige theaterproducties, vaak van jonge makers en met een experimenteel karakter, te zien zijn. 

## Diorapthe Best of Fringe Award
Jaarlijks wordt één productie op het Amsterdam Fringe Festival geselecteerd als winnaar van de Dioraphte Award: een prijs voor de beste theaterproductie van het festival. De winnaars maken met hun productie een reis langs gelieerde theaterfestivals, o.m. in Grahamstad in Zuid-Afrika, in Perth in Australië en in Edinburgh, Schotland.